# چراغ دندره
چراغ دندره (انگلیسی: Dendera light) که با اسامی دیگری همچون نور دندره نیز شناخته می‌شود، عبارت از نقش‌مایه‌ای است در معبد دندره المرکب، دندره کشور مصر که آفرینش حوروس، اسطوره مصری را به تصویر می‌کشد و متون اطراف آن نیز این موضوع را تأیید می‌کند. معبد شامل چندین نقش‌مایه از حوروس به شکل مار می‌باشد و به نظر می‌رسد که این ایزد، در حال خروج از نیلوفر آبی مقدس است. نور دندره بخشی از این نقش‌مایه‌ها است که حوروس را در ظرفی بیضی‌شکل (این ظرف به نام hn شناخته می‌شود) نشان می‌دهد و ممکن است تعبیری از رحم نوت باشد.
برخلاف تفسیر جریان اصلی پیرامون این نقش‌مایه، نظرات حاشیه‌ای وجود دارد که معتقدند این نقش‌مایه، در حقیقت نشانگر فناوری مصر باستان است و می‌تواند معرف برخی فن‌آوری‌های مدرن امروزی مثل لامپ پرتوی کاتدی، لامپ گیسلر، لامپ کروکز و همچنین لامپ قوسی باشد. نورمن لاکیر به پیشنهاد یکی از همکارانش اشاره می‌کند که معتقد بود اگر فرضیه لامپ الکتریکی این نقش‌مایه صحیح باشد، شاید بتواند پاسخ به چرایی عدم مشاهدهٔ کربن سیاه در مقبره‌های تاریک فراعنه باشد. البته استدلال دیگری وجود دارد حاکی از اینکه مصریان برای روشن نمودن دالان‌ها و مقبره‌های تاریک، از نوعی سازوکار بازتابش آیینه‌ای برای هدایت نور خورشید به درون این مکان‌های تاریک استفاده می‌کردند.

## نگارخانه

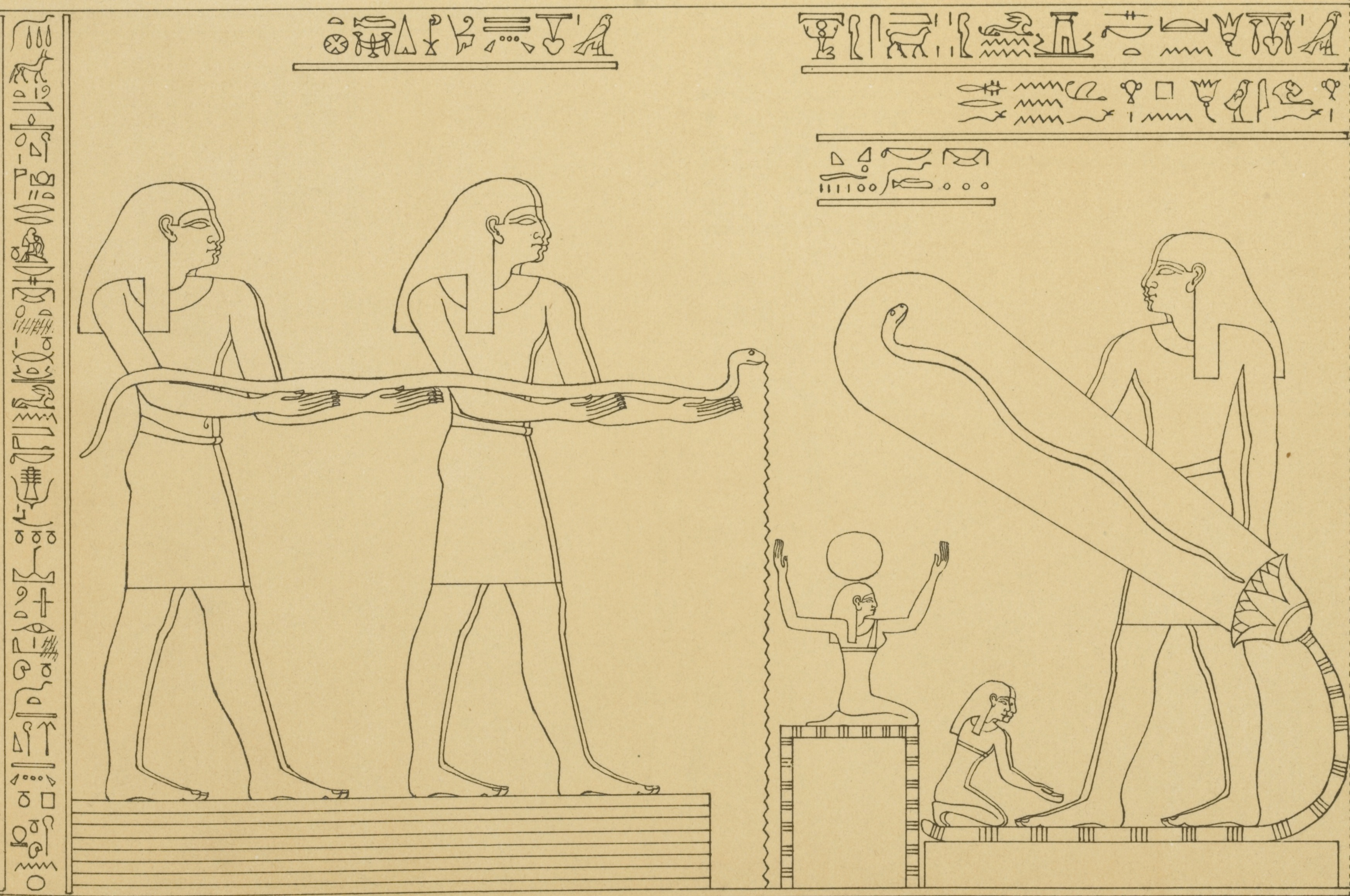
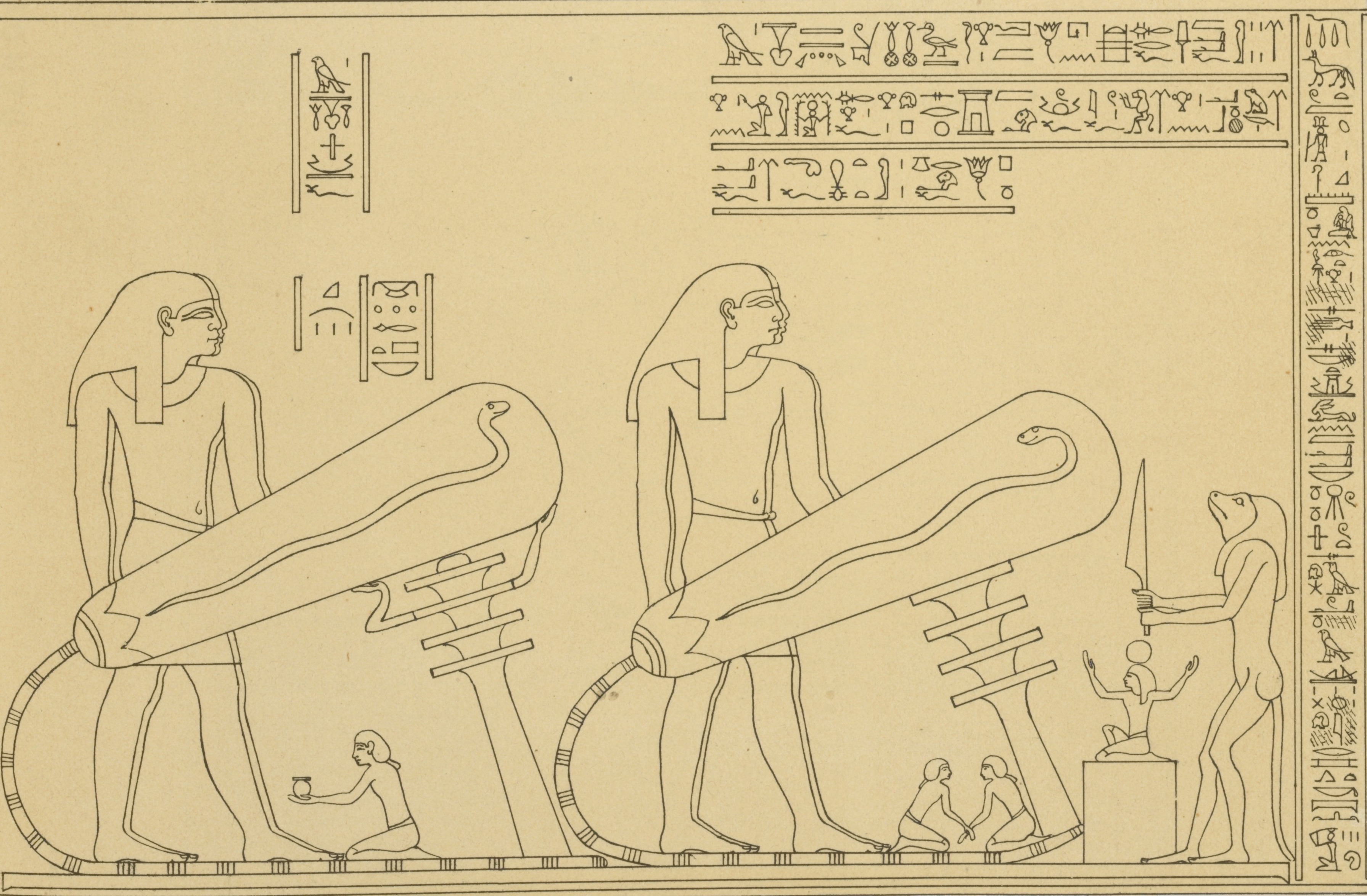
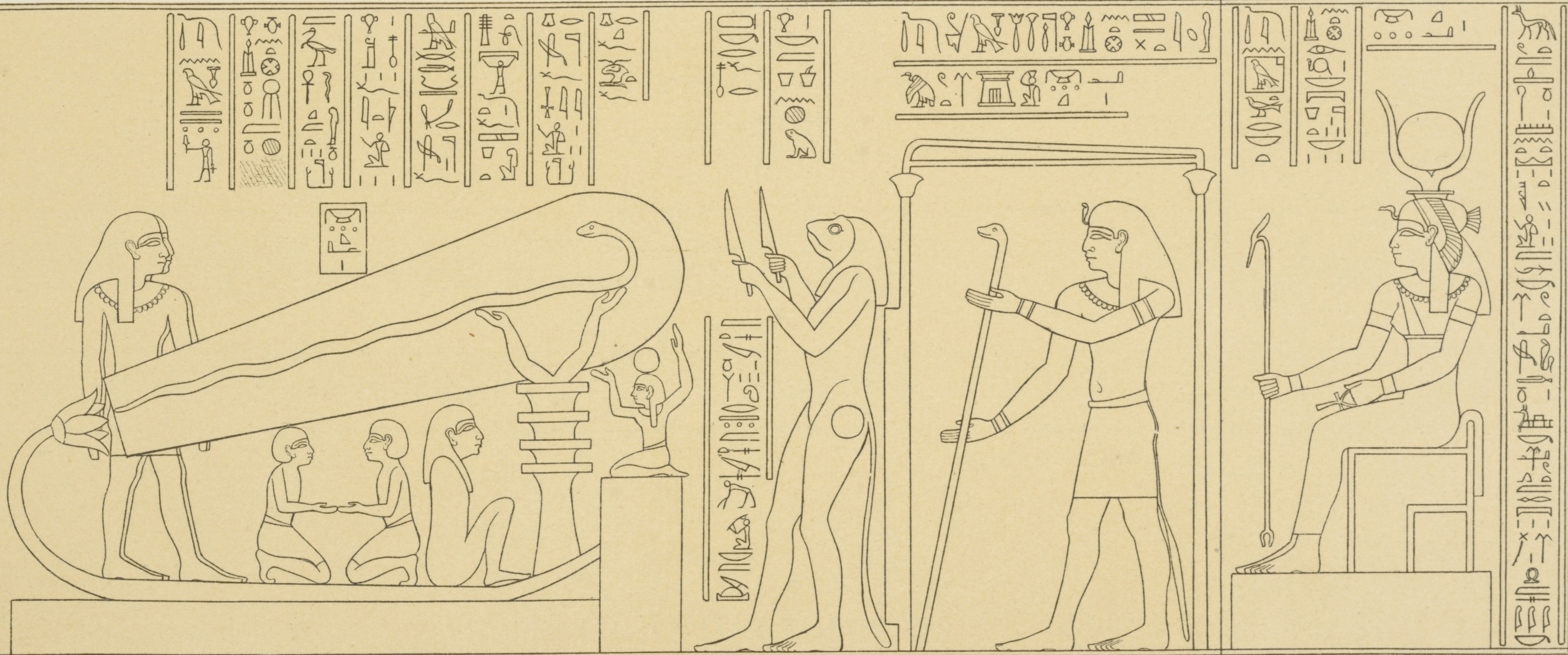